# São José do Alegre (ort)
São José do Alegre är en ort i Brasilien.   Den ligger i kommunen São José do Alegre och delstaten Minas Gerais, i den sydöstra delen av landet, 800 km söder om huvudstaden Brasília. São José do Alegre ligger 844 meter över havet och antalet invånare är 3 996.
Terrängen runt São José do Alegre är platt åt sydost, men åt nordväst är den kuperad. Närmaste större samhälle är Itajubá, 13,2 km sydost om São José do Alegre.
Omgivningarna runt São José do Alegre är huvudsakligen savann. Runt São José do Alegre är det ganska tätbefolkat, med 124 invånare per kvadratkilometer.